# Elizabeth Springs
Elizabeth Springs ist ein Komplex artesischer Quellen mit mineralreichen Wassern, der etwa 300 km südöstlich von Mount Isa und 24 km südlich von Warra im westlichen Queensland in Australien liegt.
In dem Quellenkomplex verteilen sich 34 Quellen auf einer Fläche von etwa 1500 bis 400 m auf 101 ha. Die Quellen können zeitweise trockenfallen und sind von keinen, wenig Pflanzen oder gut bewachsener Vegetation oder von offenem Wasser umgeben. Im Great Artesian Basin, dem größten Trinkwasserbecken der Erde, das sich etwa über 20 % der australischen Landfläche erstreckt, gibt es lediglich 600 artesische Quellen, die sich in 12 Hauptgruppen befinden.
Die salz- und calciumhaltigen Grundwasser des Great Artesian Basin bewegen sich langsam, etwa fünf Meter im Jahr, deshalb wird das Alter im Zentrum des Beckens der Wasser auf etwa eine Million Jahre geschätzt. Die Umgebung der Quellen bestehen aus Sand, Ton und Pflanzenresten, die sich wie kleine Vulkankegel angelagert haben.

## Flora und Fauna

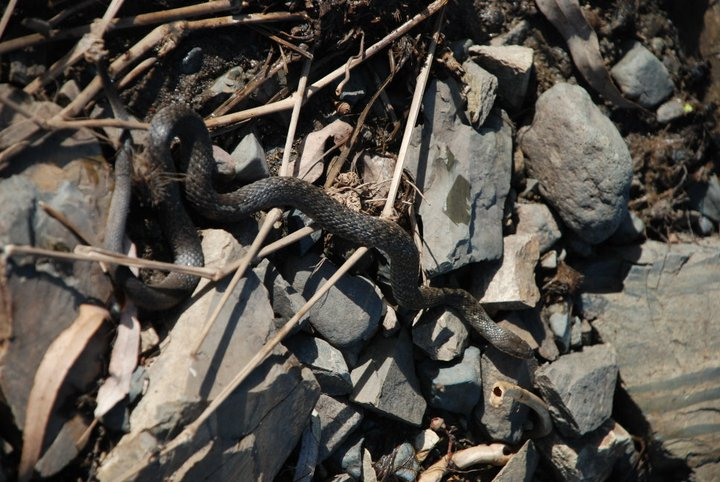
Keelback-Schlange

Im isolierten Refugium von Elizabeth Springs entwickelte sich eine Anzahl von Pflanzen und Tieren, darunter die einzige Keelback-Frischwasserschlange (Tropidonophis mairii) Australiens, Süßwassermuscheln und die Elizabeth Springs Grundel (Chlamydogobius micropterus), die sonst nirgendwo vorkommen. Diese endemischen, lediglich 60 mm groß werdenden Fische leben ständig nur in den größeren Quellen und verteilen sich bei starkem Wasseran- oder Regenfall über das gesamte Quellgebiet.
Wegen seiner außerordentlich bedeutsamen ökologischen und evolutionären Qualität wurde das Gelände zum Elizabeth Springs Conservation Park erklärt und das Quellgebiet am 4. August 2009 in die Australian National Heritage List eingetragen.